# Carica formale
In chimica una carica formale (FC) è la carica assegnata ad un atomo in una molecola, assumendo che gli elettroni di legame siano equamente condivisi tra gli atomi indipendentemente dalla loro elettronegatività.
La carica formale di un qualsiasi atomo in una molecola può essere calcolata con la seguente equazione:
{\displaystyle FC=V-N-{\frac {B}{2}}}
Dove V è il numero di elettroni di valenza dell'atomo isolato nello stato fondamentale; N è il numero degli elettroni di valenza di non legame dell'atomo nella molecola; B è il numero totale degli elettroni di valenza di legame.
Nella determinazione della corretta struttura di Lewis (o della formula di risonanza predominante) per una molecola, la struttura viene scelta in maniera tale che su ogni atomo la carica formale (senza segno) sia minima.
La carica formale è un controllo per determinare la distribuzione elettronica in una molecola. Questo diventa importante quando si disegnano le strutture.
Esempi:
- atomo di carbonio nel metano CH4: FC = 4 - 0 - (8÷2) = 0
- atomo di azoto in NO3-: FC = 5 - 0 - (8÷2) = +1
- atomo di ossigeno con doppio legame in NO3-: FC = 6 - 4 - (4÷2) = 0
- atomo di ossigeno con legame singolo in NO3-:  FC = 6 - 6 - (2÷2) = -1

Un metodo alternativo per assegnare la carica ad un atomo tenendo in considerazione l'elettronegatività è il numero di ossidazione. Concetti correlati sono quello di valenza, che conta il numero di elettroni che un atomo usa per fare legami, e il numero di coordinazione che indica invece il numero di atomi legati all'atomo di interesse.

## Esempi
Lo ione ammonio, NH4+, è una specie cationica. Riconducendo ogni atomo al gruppo che occupa nella tavola periodica è possibile determinare che ciascun idrogeno contribuisce con un solo elettrone, l'azoto ne fornisce 5, mentre la carica +1 indica che c'è un elettrone in meno. La struttura di Lewis che si ricava prevede che l'atomo di azoto sia ibridato sp3 e che formi quindi un legame con ciascuno dei quattro atomi di idrogeno. Non sono presenti coppie solitarie. Utilizzando la definizione di carica formale, ciascun idrogeno ha carica formale nulla (1- (0 + ½ × 2)) mentre l'azoto ha carica formale +1, che risulta da 5− (0 + ½ × 8). Sommando tra loro tutte le cariche formali si ottiene una carica formale totale pari a +1, che è consistente con la carica della molecola.
L'anidride carbonica, CO2, è una molecola neutra con 16 elettroni di valenza. Ci sono tre diverse strutture di Lewis possibili:
- carbonio σ legato a tutti e due gli atomi di ossigeno (carbonio=+2, ossigeno=-1, carica formale totale=0)
- carbonio σ legato ad un ossigeno e doppiamente legato all'altro (carbonio=+1, ossigenodoppio=0, ossigenosingolo=-1, carica formale totale=0)
- carbonio avente legame doppio con tutti e due gli ossigeni (carbonio=0, ossigeno=0, carica formale totale=0)

Nonostante tutte e tre le strutture forniscano una carica formale totale pari a zero, la terza struttura è la migliore poiché non sono presenti cariche formali sugli atomi.
È importante ricordare che le cariche formali sono solo un formalismo. Gli atomi nelle molecola non hanno etichette che ne indicano la carica. Il formalismo della carica formale è solo un metodo per controllare quali elettroni di valenza di quale atomo si combinano quando si forma la molecola.

## Carica formale e Stato di ossidazione
Il concetto di stato di ossidazione è un altro metodo per determinare la distribuzione degli elettroni nelle molecole. Se si confrontano tra loro le cariche formali e gli stati di ossidazione nell'anidride carbonica, si ottengono i seguenti valori:
La ragione di questa differenza sta nel fatto che carica formale e stato di ossidazione rappresentano modi diversi di guardare la densità elettronica degli atomi in una molecola. Con la carica formale, gli elettroni di ogni legame covalente si assume che vengano divisi equamente a metà tra i due atomi che formano il legame (ecco la spiegazione del "diviso 2" nella formula sopra descritta). Il punto di vista della carica formale nella molecola di CO2 si vede nella figura a destra.
L'utilizzo delle cariche formali enfatizza la covalenza del legame, in realtà c'è una maggiore densità di carica negativa sugli atomi di ossigeno in seguito alla loro maggiore elettronegatività rispetto a quella del carbonio. Questo si può vedere con le mappe di potenziale elettrostatico ricavabili da calcoli DFT.
Utilizzando il formalismo dello stato di ossidazione, gli elettroni di legame sono assegnati agli atomi più elettronegativi. Il punto di vista della carica formale nella molecola di CO2 si vede nella figura a sinistra.
Gli stati di ossidazione danno maggiore importanza alla natura ionica del legame: la differenza di elettronegatività tra carbonio e ossigeno è troppo piccola per permettere di considerare il legame come ionico.
In realtà, la distribuzione elettronica nella molecola è intermedia tra questi due estremi. L'inadeguatezza dell'approccio di Lewis nella visione delle molecole ha condotto allo sviluppo della teoria del legame di valenza da parte di Slater, Pauling e altri, nonché alla teoria dell'orbitale molecolare sviluppata da Mulliken e Hund.